# Landerzhofen

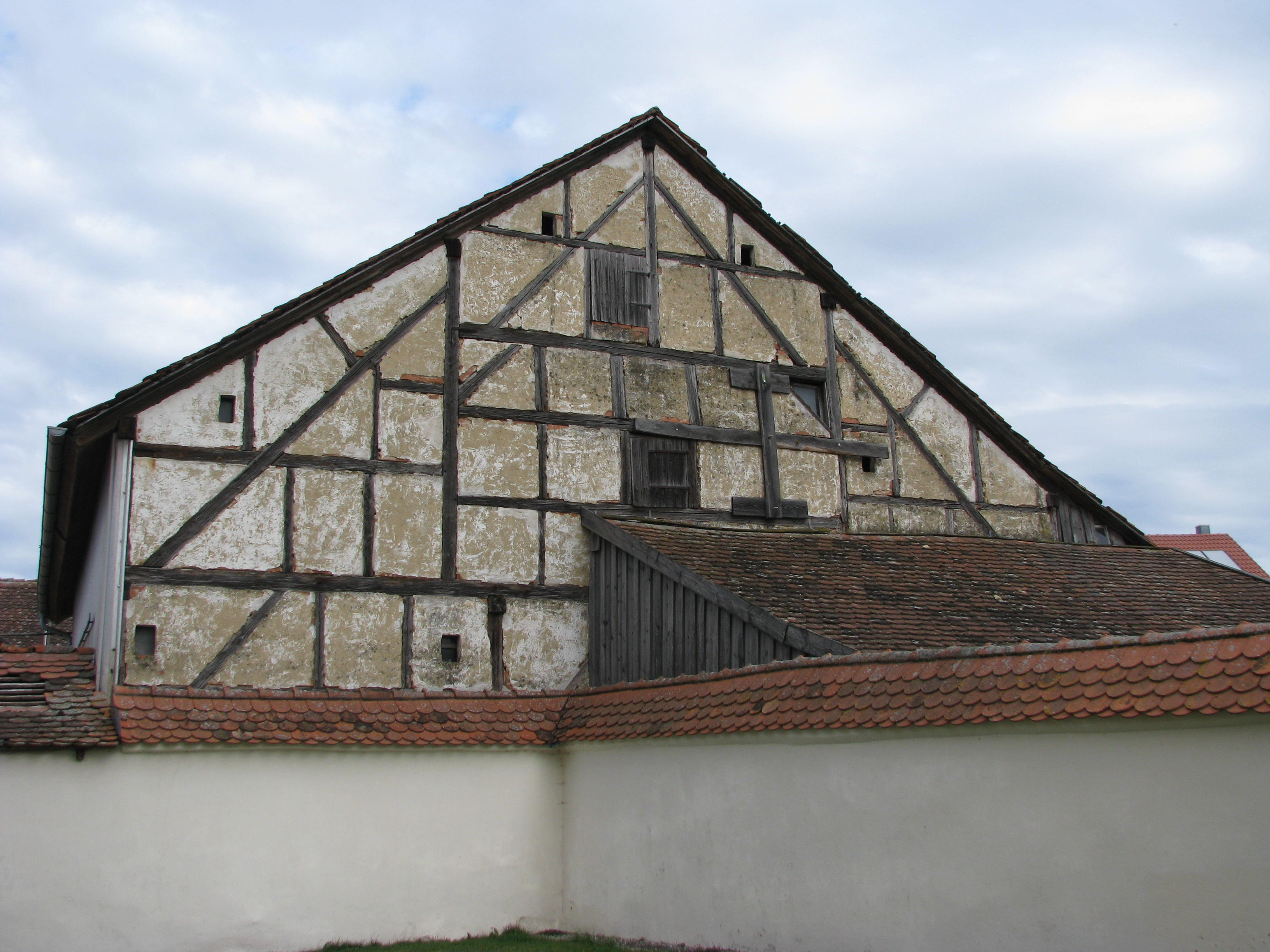
Landerzhofen, Fachwerkstadel bei der Kirche

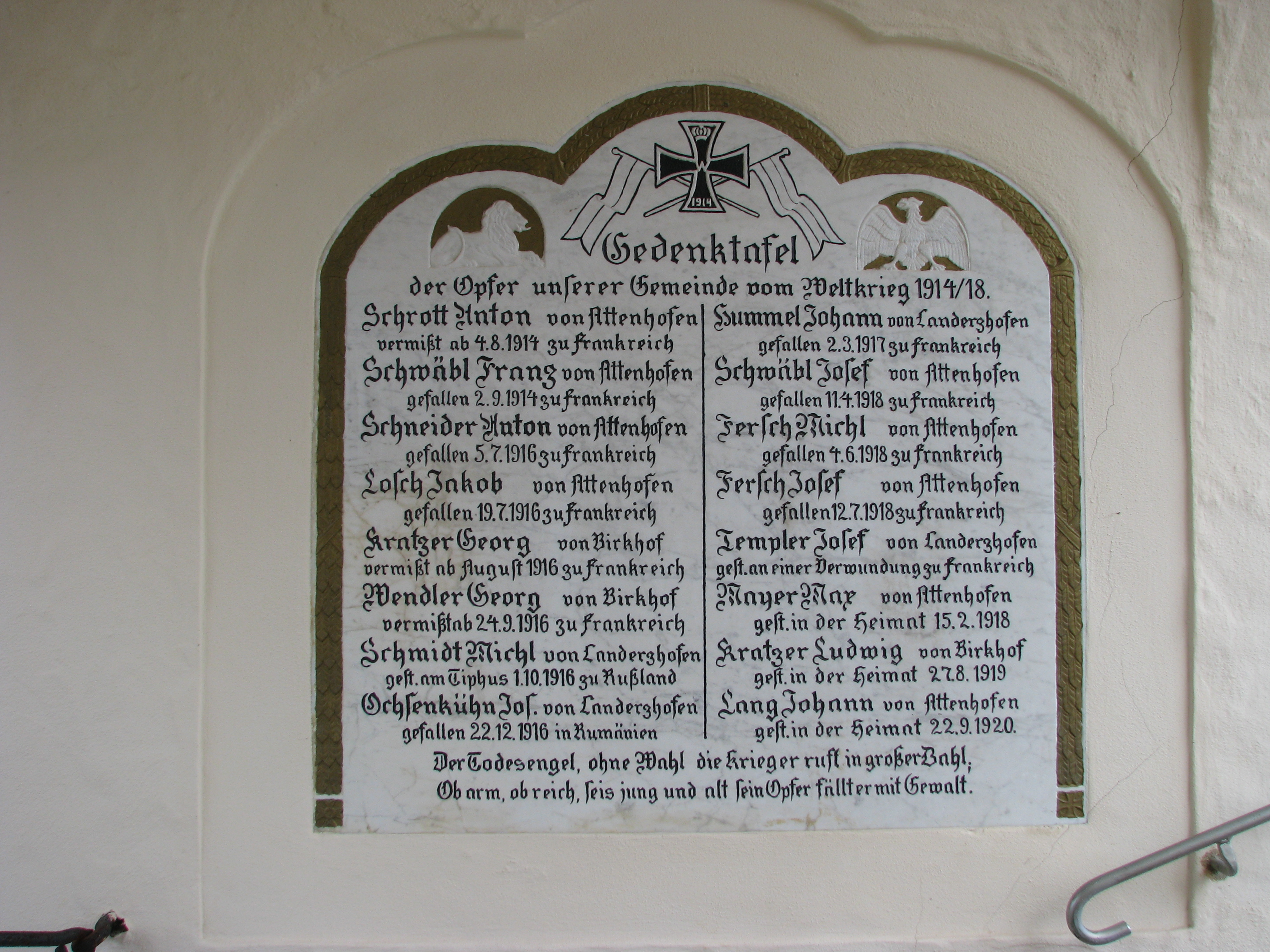
Landerzhofen, Kriegerdenkmal im Friedhofsturm

Landerzhofen ist ein Gemeindeteil der Stadt Greding und eine Gemarkung im Landkreis Roth (Regierungsbezirk Mittelfranken, Bayern). Die Gemarkung Landerzhofen hat eine Fläche von 7,398 km² und ist in 674 Flurstücke aufgeteilt, die eine durchschnittliche Flurstücksfläche von 10976,04 m² haben. In ihr liegen neben dem namensgebenden Ort die Gemeindeteile Attenhofen und Birkhof.

## Lage
Das Kirchdorf liegt auf der Hochfläche der südlichen Frankenalb im Naturpark Altmühltal nordöstlich des Gemeindesitzes Greding. Die Staatsstraße 2336 führt nach Greding bzw. nach Litterzhofen. Eine Gemeindeverbindungsstraße führt nach Attenhofen.

## Geschichte
Im frühen Mittelalter scheint das Dorf wenigstens in Teilen zum fränkischen Reichsgut Greding gehört zu haben. „Landoltshoven“ (= die Höfe des Lantold) wird 1289 erstmals urkundlich erwähnt, und zwar in einem Rechtsstreit des Bischofs von Eichstätt mit dem Kloster Seligenporten um dessen Dorfbesitz. Im Vertrag über die Hirschberger Erbschaft zwischen Eichstätt und Bayern von 1305 wird der Ort zwar nicht genannt, aber von Eichstätt beansprucht; dies zeigt der Eichstätter Schiedsspruch von 1306, der das Dorfgericht der Reichslandvogtei Nürnberg zuwies. Dieses Recht setzte sich aber nicht durch und fiel wahrscheinlich durch eine Schenkung des Königs Heinrich im Jahr 1311 mit Greding dem Hochstift zu. Fortan unterstand das Dorf der hochgerichtlichen Vogtei des Oberamtes Hirschberg-Beilngries. 1490 versuchte der Neumarkter Pfalzgraf Otto II., die Rechtsverhältnisse noch einmal zu ändern, jedoch ohne Erfolg.
Grundherren im Dorf waren außer dem Bischof die Herren von (Hilpolt-)Stain, noch 1741 die Wolfsteiner zu Sulzbürg, seit 1289 mit einem halben Hof aus dem Besitz der Herren von Stauf und seit 1403 zusätzlich mit einer Wiese im Brunntal das Kloster Seligenporten, das Heiligkreuzkloster der Dominikanerinnen in Regensburg, die 1440 gestiftete und mit ehemaligen Wolfsteinschen Gütern ausgestattete Frühmesse im Dorf (ab 1600 der Kaplanei Greding zugeschlagen), 1644 die Hofmark Erasbach mit einem Feldbesitz sowie mehrere Eigenbesitz-Bauern. Die Bischöfe gaben ihren Besitz zu Lehen an die Emmendorfer und in deren Nachfolge an die Absberger zu Rumburg und an die Schenken von Geyern zu Stossenberg. 1383 verglich sich die aus dem Geschlecht der Gundelfinger stammende Berta von Stein mit dem Eichstätter Domkapitel wegen des Zehents in Landerzhofen, Attenhofen und Herrnsberg. Der bischöfliche Besitz mehrte sich, als Bischof Friedrich IV. (von Öttingen) 1398 von Sweiker (Schweiger) dem Jüngeren von Gundelfingen zwölf Hofstätten und Hofreiten in Landerzhofen aus dem ehemaligen Besitz der Toerringer bzw. des Hilpolts II. von Stein sowie den großen und kleinen Zehent von Landerzhofen erwarb. Das Hirschberger Salbuch von 1447 verzeichnet 16 vogtbare Landerzhofer Anwesen. Der Besitz der Regensburger Dominikanerinnen kam 1585 mit der Erbschaft der Hirnheimer, die 1560 die beiden Anwesen gekauft hatten, an den Bischof. Sie unterstanden nunmehr ebenfalls der Hirschberger Pflege, zinsten aber weiterhin dem Kastenamt Jettenhofen. Die bischöflichen Adelslehen waren bis 1644 an das Hochstift zurückgefallen. Dem Dreißigjährigen Krieg fielen einige der Anwesen zum Opfer. Ende des 18. Jahrhunderts hatte das bischöfliche Pflegamt Hirschberg 18 Haushalte in Landerzhofen unter sich.
Bis zur Säkularisation 1802 unterstand Landerzhofen zusammen mit dem Nachbarort Attenhofen und fünf weiteren Orten der Ehehaft Hirschberg, deren Abhaltung mit Landerzhofen, Haunstetten und Badanhausen alternierte, und bezüglich der Dorf- und Gemeindeherrschaft zusammen mit Attenhofen als eine Realgemeinde dem Kastenamt Beilngries des Oberamtes Beilngries-Hirschberg; Letzteres übte die Hochgerichtsbarkeit aus. Von den 21 Anwesen in Landerzhofen selber – Attenhofen bestand aus 16 Anwesen – unterstanden grundherrschaftlich 18 kleinere Güter diesem Amt, während je ein Anwesen dem Richteramt Greding und dem Kastanmat Sulzbürg gehörten; das Hirtenhaus war gemeindlich.
Bei der Säkularisation kam das untere Hochstift, zu dem das Oberamt Beilngries-Hirschberg und damit auch die Gemeinde Landerzhofen/Attenhofen gehörte, 1802 an Großherzog Erzherzog Ferdinand III. von Toskana und 1806 an das Königreich Bayern und dort in das Landgericht Beilngries. 1809 wurde aus Landerzhofen, Attenhofen und dem ehemals Plankstetter Birkhof der Steuerdistrikt Landerzhofen gebildet (ab 1811 Ruralgemeinde). 1839 erfolgte eine Schulhausbau durch die Gemeinde; 1919 wurde der Schuldienst und der Mesnerdienst getrennt, die Mesnerwiesen fielen an die Kirchenstiftung zurück.
Zum 1. Oktober 1857 wurde die Gemeinde Landerzhofen dem mittelfränkischen Landgericht und Rentamt Greding einverleibt. 1875 wurden im Dorf Landerzhofen 14 Pferde und 100 Stück Rindvieh gehalten. 1900 hatte Landerzhofen als Gemeinde von einer Gesamtflur von 739 Hektar 242 Einwohner und damit einen Einwohner mehr als 25 Jahre zuvor; in ihren drei Ortschaften wurden insgesamt 35 Pferde, 284 Stück Rindvieh, 192 Schafe, 276 Schweine und 20 Ziegen gezählt. 1961 wohnten in der Gemeinde 206 Personen, davon 106 in Landerzhofen selber.
Im Zuge der bayerischen Gebietsreform schloss sich Landerzhofen am 1. Januar 1972 der Gemeinde Greding an.

### Einwohnerentwicklung von Landerzhofen (nur das Kirchdorf)
- 1830: 115 (21 Anwesen)[16]
- 1871: 127 (64 Gebäude)[19]
- 1900: 108 (21 Wohngebäude)[20]
- 1937: 107[23]
- 1950: 128 (22 Anwesen)[16]
- 1961: 106 (22 Wohngebäude)[21]
- 1987: 088 (23 Wohngebäude, 24 Wohnungen)[24]

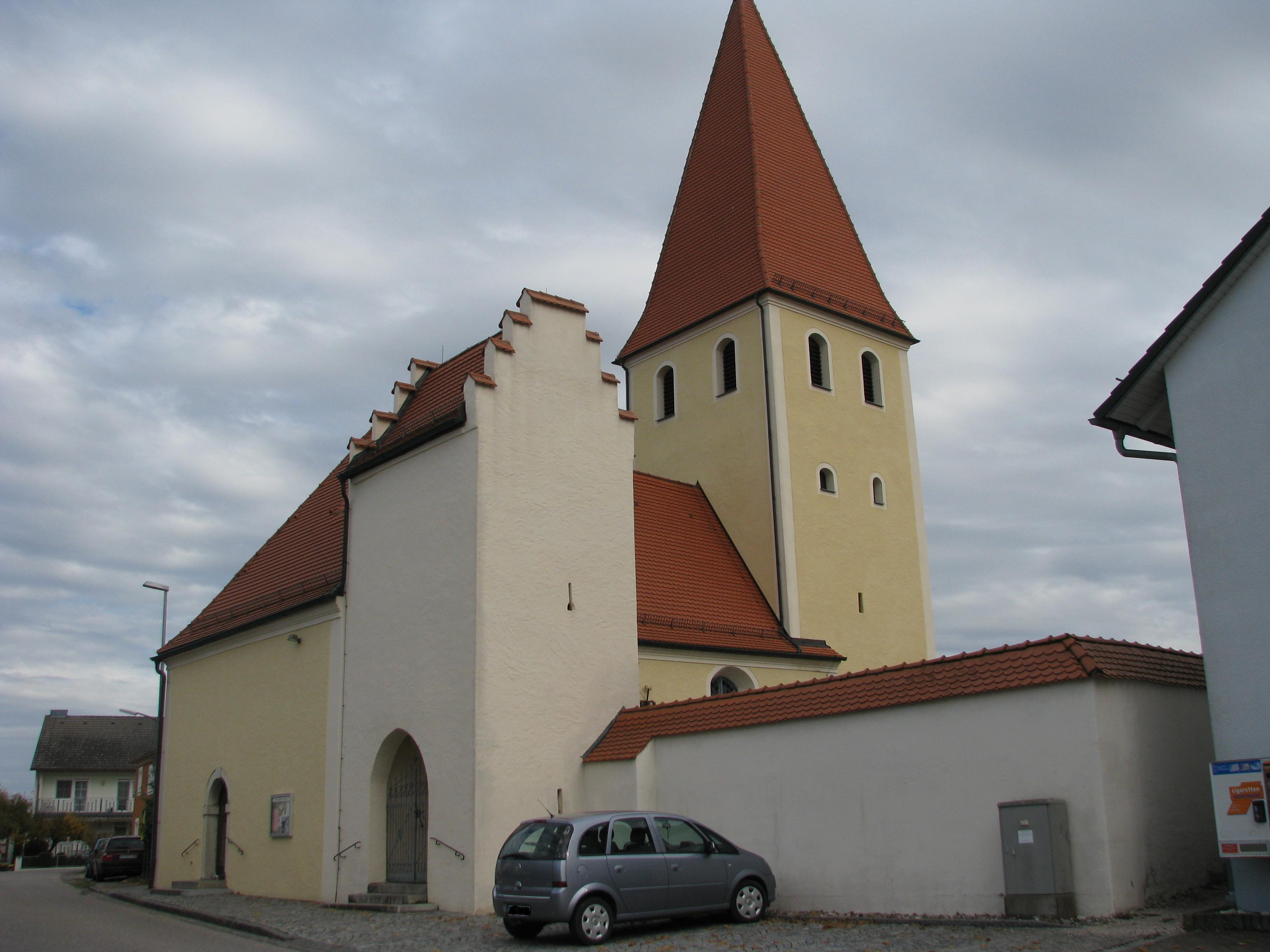
Filialkirche St. Thomas mit Friedhofsturm

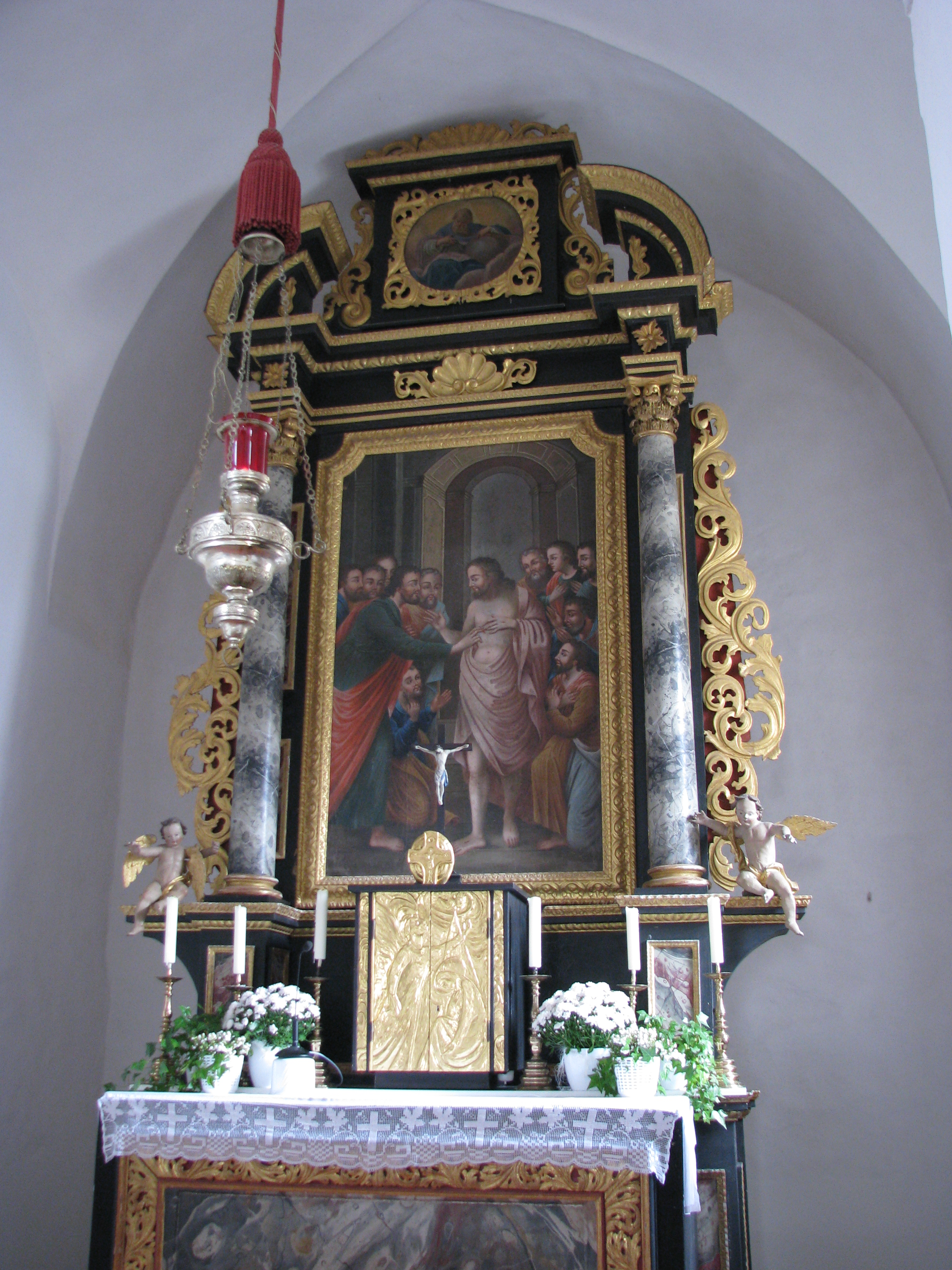
Filialkirche St. Thomas, Hochaltar

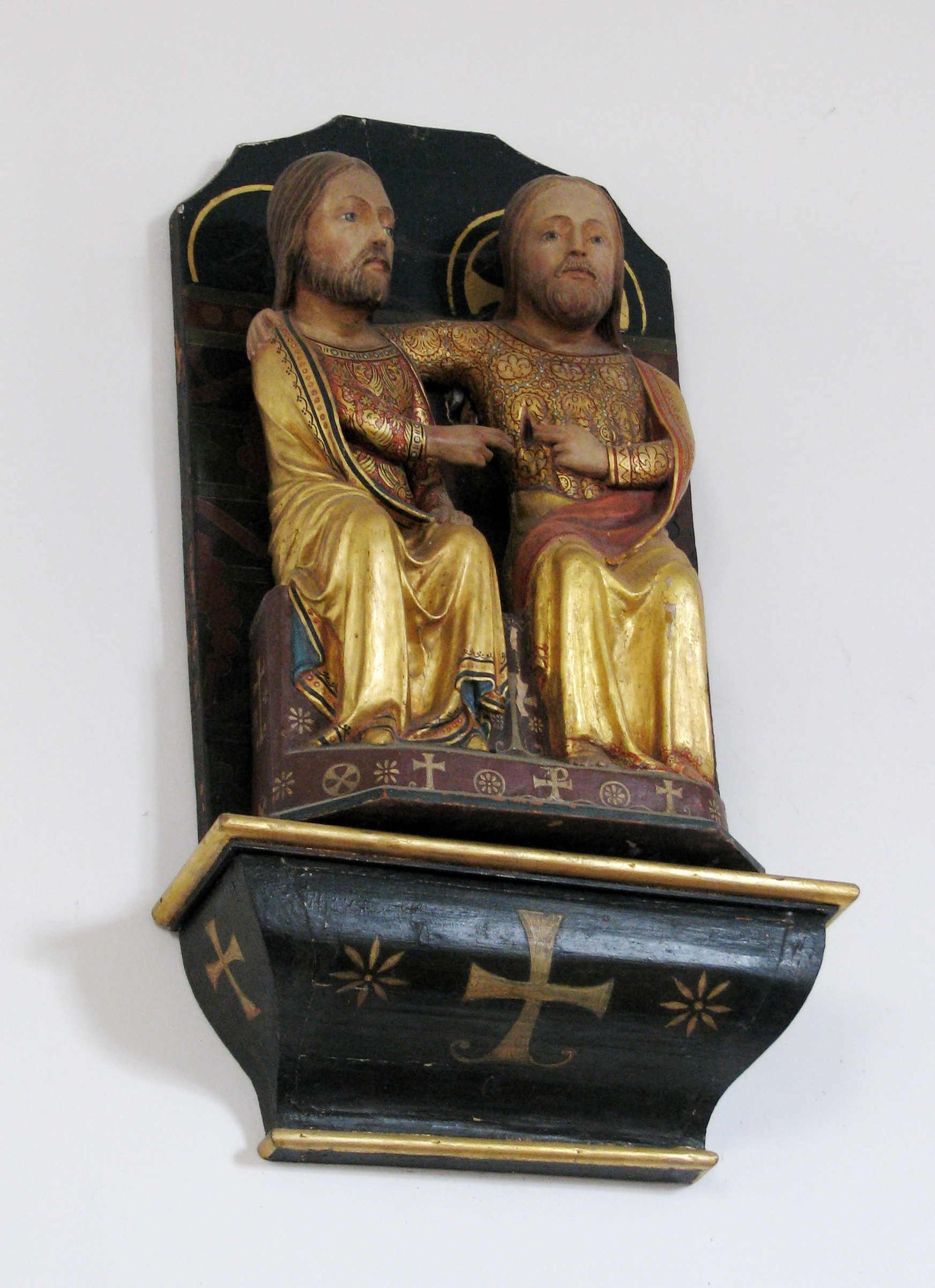
Filialkirche St. Thomas, Sitzgruppe „Begegnung Christi mit Thomas“

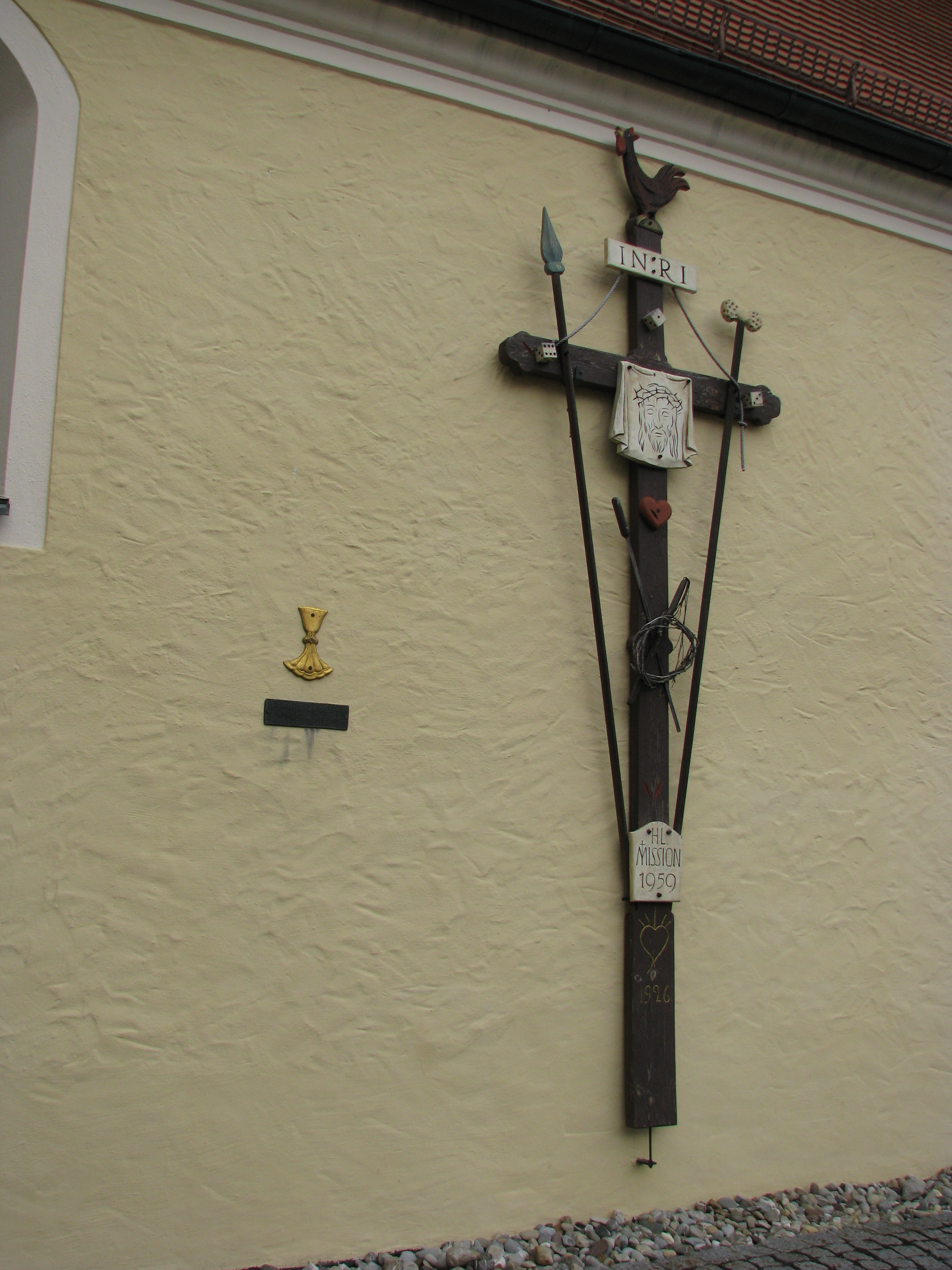
Filialkirche St. Thomas, Arma Christi-Kreuz an der Südwand

- 2017: 198

### Katholische Filialkirche St. Thomas
Spätestens seit der Romanik (12./13. Jahrhundert) gibt es hier eine Ortskirche St. Thomas als Filiale der Urpfarrei St. Martin in Greding. 1308 fand eine Kirchweihe statt. 1355 wurde der Kirche ein Ablass an 36 Festen gewährt. 1417 erfolgte eine Messstiftung durch Georg und Katharina von Landerzhofen. 1440 bestätigte Bischof Albrecht die Stiftung einer Frühmesse durch die Bewohner von Landerzhofen und Attenhofen. Bis 1495 besaßen die Wolfsteiner das Präsentationsrecht auf die Frühmesse, dann vertauschten sie es mit Bischof Wilhelm von Reichenau gegen Rechte in Ebenried. 1600 wurde das Widum zur Kaplanei in Greding gegeben. Für 1602 erfährt man, dass das reparaturbedürftige Haus des Frühmessers an einen Taglöhner vermietet wurde und der Frühmesser nunmehr zugleich der (in Greding wohnende) Provisor der Spitalkirche zum Hl. Grab (St. Magdalena) in Greding ist. 1680 brannte der Kirchturm durch Blitzschlag ab; das Obergeschoss wurde daraufhin erneuert. 1700 wurde er der Straße von Greding nach Landerzhofen eine Wegkapelle „Krönung Mariens“ errichtet.
Die in der Region übliche Chorturmkirche wurde 1702 von Johann Baptist Camesino nach Westen auf 17 × 6 Meter erweitert und 1708 eine neue Sakristei angebaut. Ein ungewöhnliches Aussehen („malerische Baugruppe“, Mader, Geschichte, S. 207) hat die Kirche dadurch erhalten, dass an der Südseite des Langhauses zwischen einem spätgotischen zweigeschossigen Friedhofsturm mit Treppengiebeln und Satteldach ein Treppenhaus zur Empore angebaut wurde, so dass sich eine nach Süden verbreitere (außer einem Hochkreuz schmucklose) Westfassade ergibt. Die Friedhofsmauer der Wehrkirche ist nicht mehr in ihrer ursprünglichen Höhe erhalten und hat im Westen der barocken Erweiterung der Kirche Platz machen müssen.
Im Chorturm (mit Spitzhelm) steht unter dem barocken Kreuzgewölbe ein zweisäuliger Hochaltar vom Beginn des 18. Jahrhunderts, dessen Altarblatt 1790 von Sebastian Prem in Greding gemalt wurde. Im gleichen Jahr erhielt die Kirche eine Weißdecke. Die ebenfalls zweisäuligen Seitenaltäre sind klassizistisch mit Rokoko-Nachklängen und zeigen ebenfalls Bilder von Sebastian Prem. Die barocke Kanzel vom Ende des 17. Jahrhunderts weist alte Evangelistenbilder auf. Von der Ausstattung ist insbesondere eine Holzfigurengruppe „Begegnung Christi mit Thomas“ von 1330 bis 1350 zu erwähnen, eine „sehr seltene, ikonographisch interessante Darstellung mit Sitzfiguren“ (Mader, Kunstdenkmäler, S. 218; eine Nachbildung des Eichstätter Bildhauers Wieland Graf befindet sich in der Pfarrkirche von Möning). Weiterhin birgt die Kirche eine Madonna, eine hl. Margareta und einen hl. Sebastian, alle spätgotisch um 1510–1520, ein Kruzifix mit der Schmerzensmutter (um 1720) und einen St. Wendelin (klassizistisch, frühes 19. Jahrhundert). 1923 kam eine Orgel der Firma Steinmayer in Oettingen in die Kirche. Vom Geläute sind zwei jeweils mit einem Fries geschmückte Glocken beachtenswert: eine von 1706 von Wolfgang Wilhelm Schelchshorn, eine von 1801 von Joseph Stapf in Eichstätt gegossen.
Die Ölberggruppe in einer Kapelle an der südlichen Außenwand des Langhauses zeigt holzgeschnitzte Figuren aus dem Ende des 15. Jahrhunderts; darunter befindet sich ein Karner.
Landerzhofen gehört seit deren Gründung zur Urpfarrei Greding.

## Baudenkmäler
Außer der Kirche gelten als Baudenkmäler eine Wegkapelle und eine Fachwerkscheune von 1874.

## Vereine
- Freiwillige Feuerwehr Landerzhofen/Attenhofen
- FSV Landerzhofen/Attenhofen
- Katholische Landjugend-Bewegung Landerzhofen/Attenhofen